# Teraterpeton hrynewichorum
Il teraterpeton (Teraterpeton hrynewichorum) è un rettile estinto, appartenente agli arcosauromorfi. Visse nel Triassico superiore (circa 215 milioni di anni fa) e i suoi resti fossili sono stati ritrovati in Nuova Scozia (Canada).

## Descrizione
Conosciuto attraverso un paio di scheletri parziali, questo animale doveva essere vagamente simile a una grossa lucertola, forse a un varano. La corporatura era relativamente robusta, ed è probabile che la forma corporea generale ricordasse quella di un altro rettile triassico, Trilophosaurus. Il cranio era piuttosto caratteristico: la regione temporale era di tipo euriapsideo (come nei plesiosauri), mentre il rostro premascellare e la sinfisi mandibolare erano allungati e privi di denti. La dentatura era posizionata nella parte posteriore della mascella, ed era costituita da elementi che andavano a incastrarsi fra di loro, in una tipologia unica, quando le fauci erano chiuse.
L'ileo era dotato di un lungo e profondo processo anteriore simile a quello presente nei rincosauri derivati. La pelvi era dotata di una finestra tiroide ben sviluppata, una caratteristica che negli arcosauromorfi era presente solo nei tanistrofeidi. Il quinto metatarso era molto breve, anch'essa una caratteristica che si riscontra nei tanistrofeidi. Le falangi ungueali delle zampe posteriori erano molto appiattite mediolateralmente, profonde dorsoventralmente e leggermente ricurve, come anche le falangi ungueali della mano.

## Classificazione
Il teraterpeton è considerato un rappresentante primitivo degli arcosauromorfi, uno dei due grandi gruppi di rettili diapsidi. I resti, ritrovati nella formazione Wolfville (supergruppo Newark) in Nuova Scozia, indicano che questo rettile potrebbe essere stato strettamente imparentato con un altro arcosauromorfo ben noto nel Triassico nordamericano, Trilophosaurus, all'interno di un gruppo noto come Allokotosauria.